# Villa De Westerhelling
Villa De Westerhelling is een villa op de Kwakkenberg in Nijmegen. Het gebouw heeft de status van rijksmonument.

## Geschiedenis

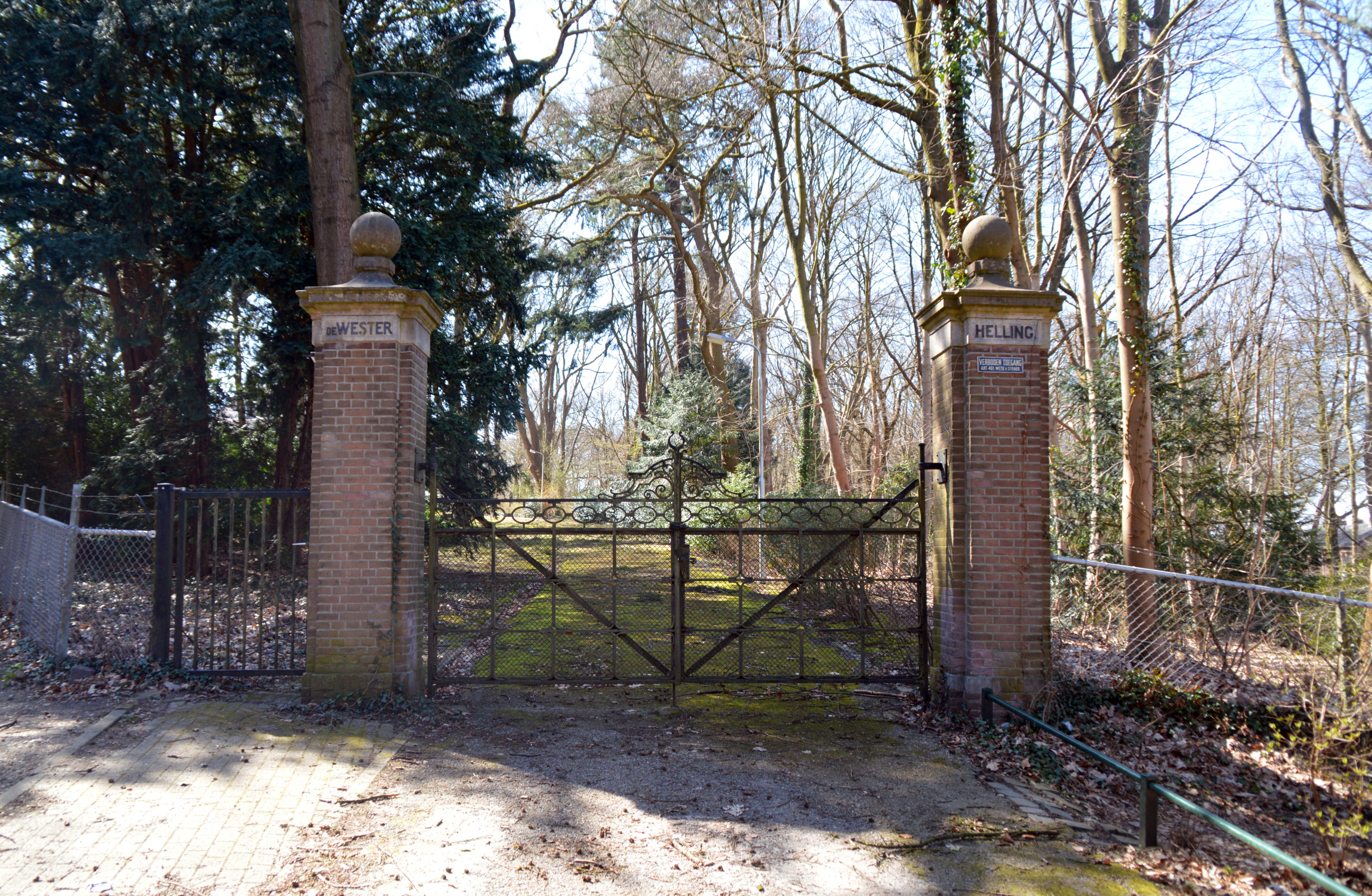
Hekwerk met pijlers

De villa bevindt zich aan de rand van de bosrijke villawijk Kwakkenberg in het uiterste oosten van de gemeente Nijmegen nabij Berg en Dal. Een groot gedeelte van de Kwakkenberg werd in 1915 door de eigenaar van deze gronden, J. van Houweninge, aan de gemeente Nijmegen verkocht zodat hij de gronden kon verkopen voor villabouw. Volgens de beschrijving van de Rijksdienst voor het Cultureel Erfgoed markeert Villa "De Westerhelling" het begin van de aanleg van een villawijk op de Kwakkenberg. De villa was in 1912 gebouwd in opdracht van kaashandelaar Klaas de Jong (10-9-1861 – 7-4-1932). In tegenstelling tot het andere werk van architect Oscar Leeuw, onderscheidt dit pand zich als traditioneel landhuis waarbij gebruik is gemaakt van de Um 1800-stijl.

## Vakantietehuis NSB-kinderen
Op 30 juli 1941 werd In Villa De Westerhelling het eerste van de twee NSB-kindertehuizen geopend van de beweging van Anton Mussert. In Ellecom kwam kindertehuis ‘De Oosterhelling’. Het tehuis was bedoeld voor kinderen in de leeftijd van 7 tot 14 jaar.  Het kindertehuis richtte zich op "...de verzorging van het gezonde en volwaardige Nederlandse kind, met het doel te bevorderen dat een gezond en krachtig geslacht van Nederlandse mannen en vrouwen zal opgroeien". In november 1941 stelde Mussert de villa enige tijd ter beschikking van de opvang van BDM-meisjes (Bund Deutscher Mädel), een onderdeel van de Hitlerjugend. Op Dolle Dinsdag werd de Westerhelling gebruikt om NSB-vrouwen en kinderen onder te brengen.

## Na de Tweede Wereldoorlog
Na de bevrijding van Nijmegen, op 23 september 1944, diende villa De Westerhelling als distributiepunt van voedsel. In 1947 werd de villa en bijbehorende grond aangekocht door de Broeders van Liefde. Vanaf 1954 is De Westerhelling een klooster van de Congregatie van de Fraters Maristen met een jongenspensionaat; Maria Assumptia, gebouwd in 1955. Deze orde kwam voor het eerst in 1937 naar Nederland; het waren Duitse fraters door Hitler uitgewezen. Hoogstwaarschijnlijk had frater Jozef, een kunstenaar, zijn atelier in de villa. In 1977 werd het pensionaat verbouwd door de Stichting Studentenhuisvesting Nijmegen. Sinds 2001 heeft de villa de status van Rijksmonument.

## Fotogalerij

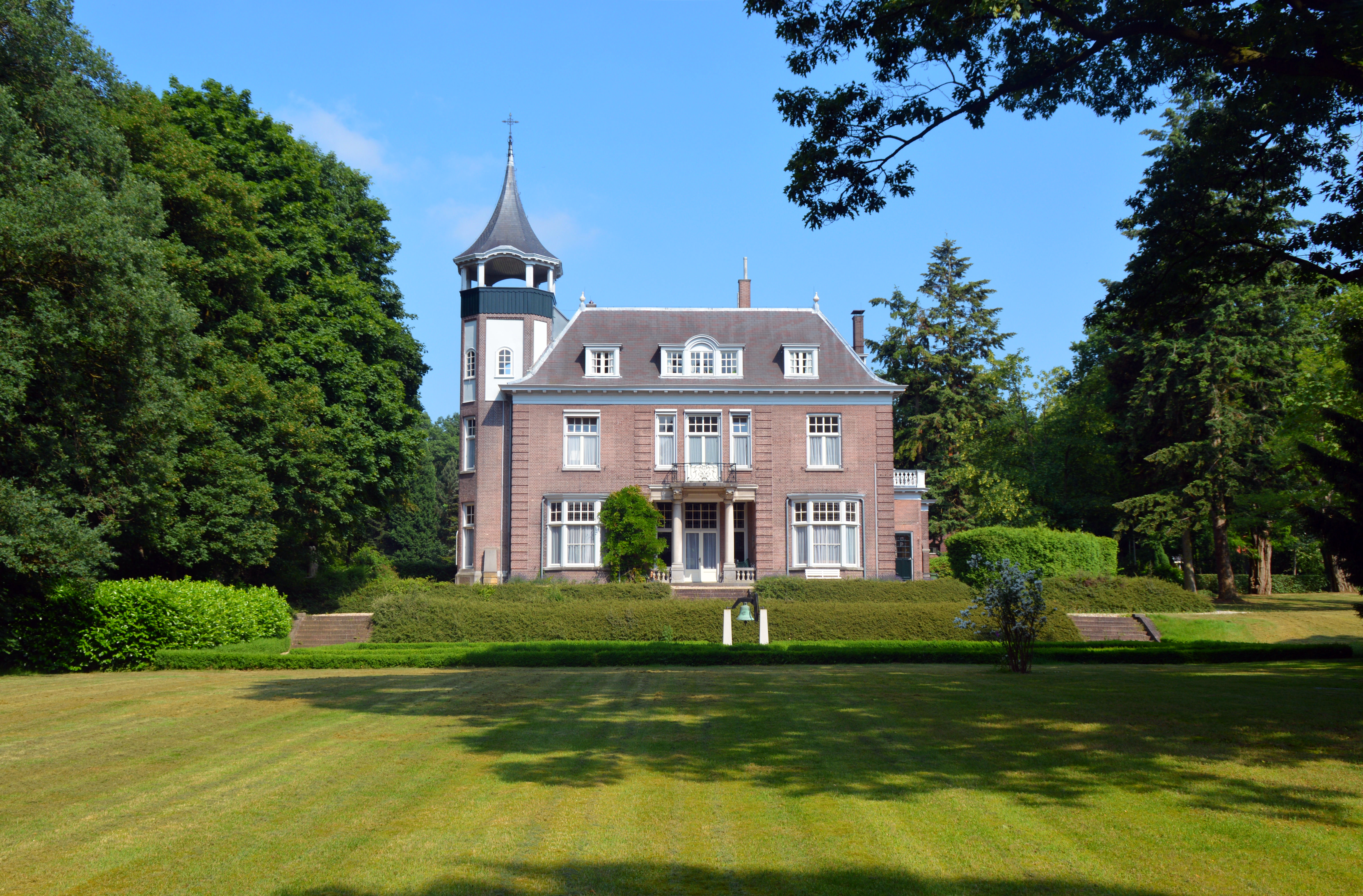
Villa De Westerhelling achterkant en tuin
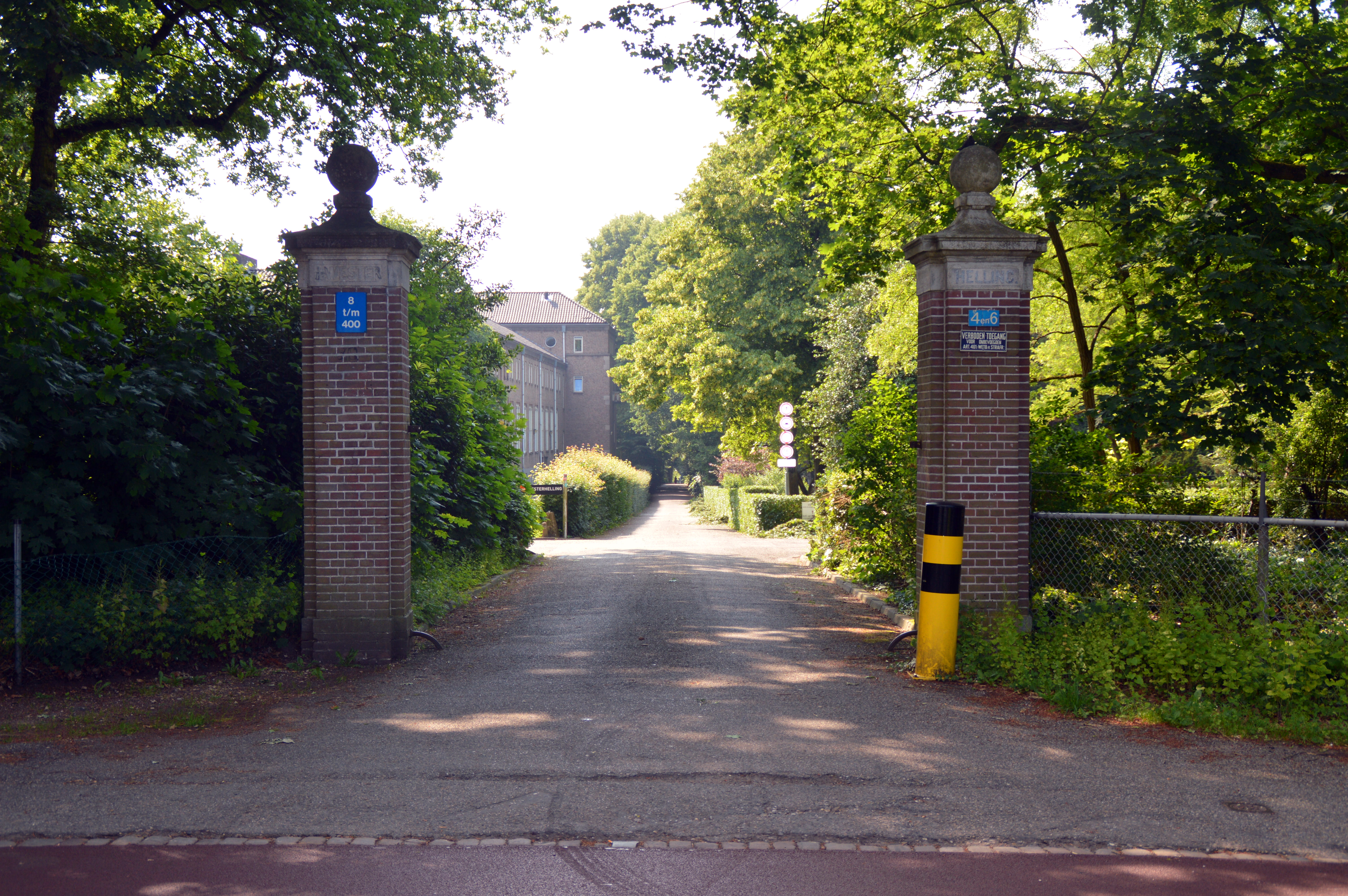
Hekwerk met pijlers
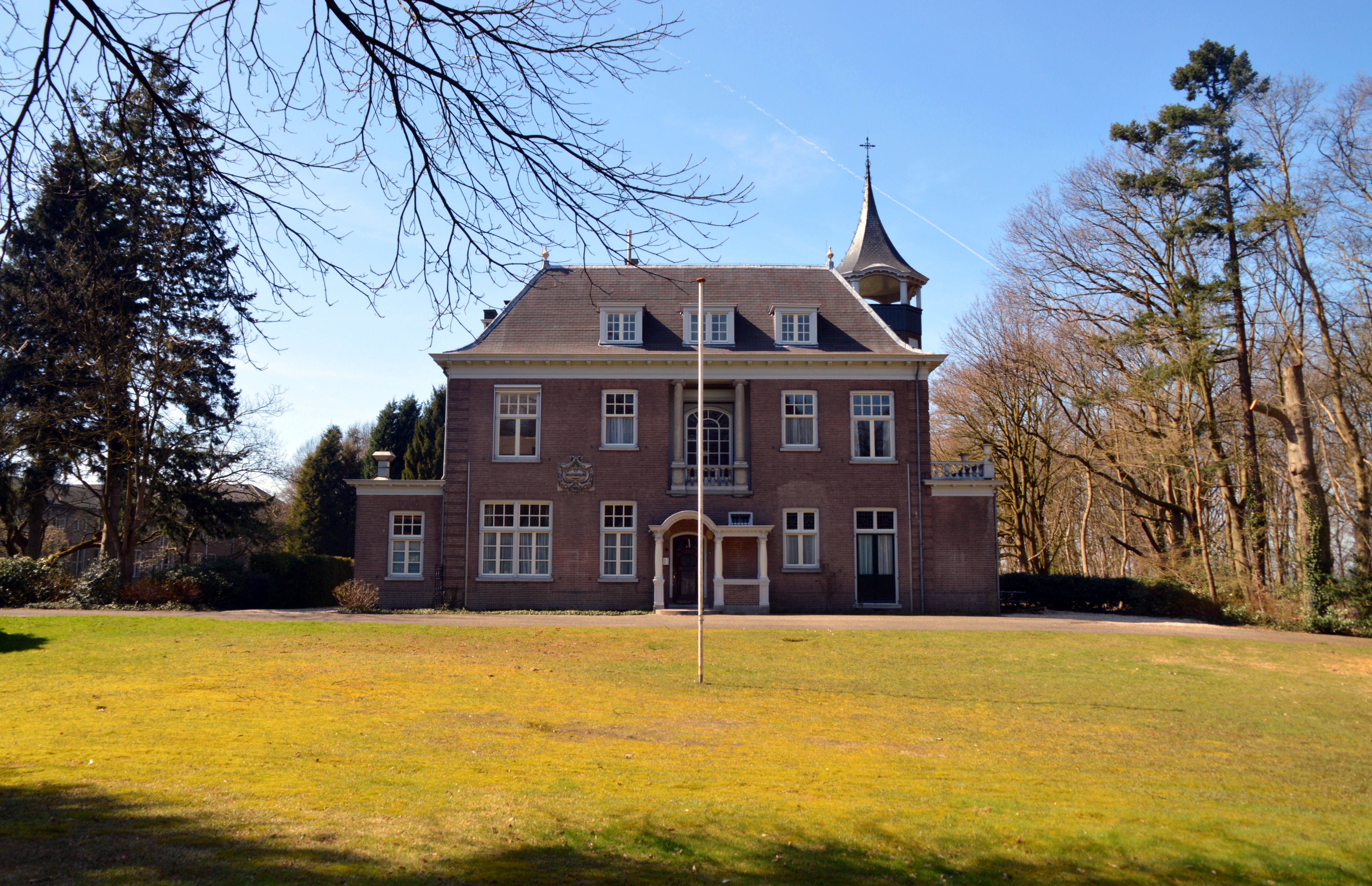
Villa De Westerhelling voorjaar
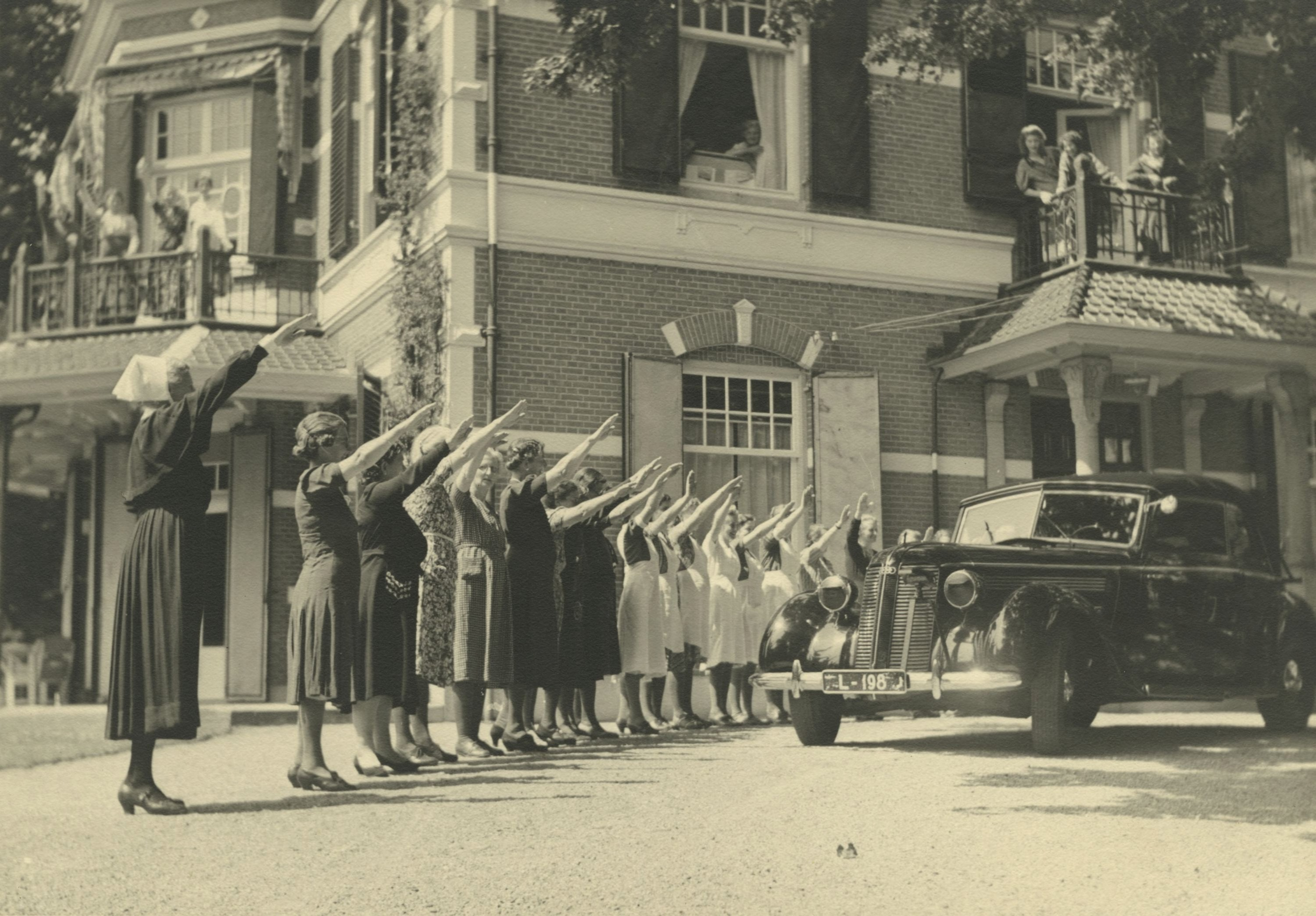
Bezoek van Anton Mussert